# Harringworth
Harringworth es un pueblo y una parroquia civil del distrito de East Northamptonshire, en el condado de Northamptonshire (Inglaterra).

## Demografía
Según el censo de 2001, Harringworth tenía 247 habitantes (131 varones y 116 mujeres). 50 (20,24%) de ellos eran menores de 16 años, 174 (70,45%) tenían entre 16 y 74, y 23 (9,31%) eran mayores de 74. La media de edad era de 43,42 años. De los 197 habitantes de 16 o más años, 31 (15,74%) estaban solteros, 149 (75,63%) casados, y 17 (8,63%) divorciados o viudos. 100 habitantes eran económicamente activos, todos ellos empleados. Había 5 hogares sin ocupar, 95 con residentes y 3 eran alojamientos vacacionales o segundas residencias.
| 404                         | 363 | 350 | 358 | 358 | 368 | - | - | 364 | 340 | 284 | 257 | 276 | 221 | - | 162 | 158 |
| (Fuente: Vision of Britain) |     |     |     |     |     |   |   |     |     |     |     |     |     |   |     |     |